# Mirococcopsis rubidus
Mirococcopsis rubidus är en insektsart som beskrevs av Borchsenius 1948. Mirococcopsis rubidus ingår i släktet Mirococcopsis och familjen ullsköldlöss. Inga underarter finns listade i Catalogue of Life.